# Aston Martin Rapide
Aston Martin Rapide je sportska luksuzna limuzina engleskog proizvođača automobila Aston Martina i njihova prva limuzina u povijesti koja je razvijana samostalno. Kao koncept je predstavljen 2006. godine, a u serijsku proizvodnju kreće 2009.
Za pogon Rapidea je predviđen V12 motor od šest litara poznat iz modela DB9, a to znači 487 KS.
Za razliku od svih ostalih Aston Martina, neće se proizvoditi u tvornici u Gaydonu u Engleskoj, već u Grazu u Austriji.

## Vanjska poveznica
Aston Martin